# Cultura mediterránea

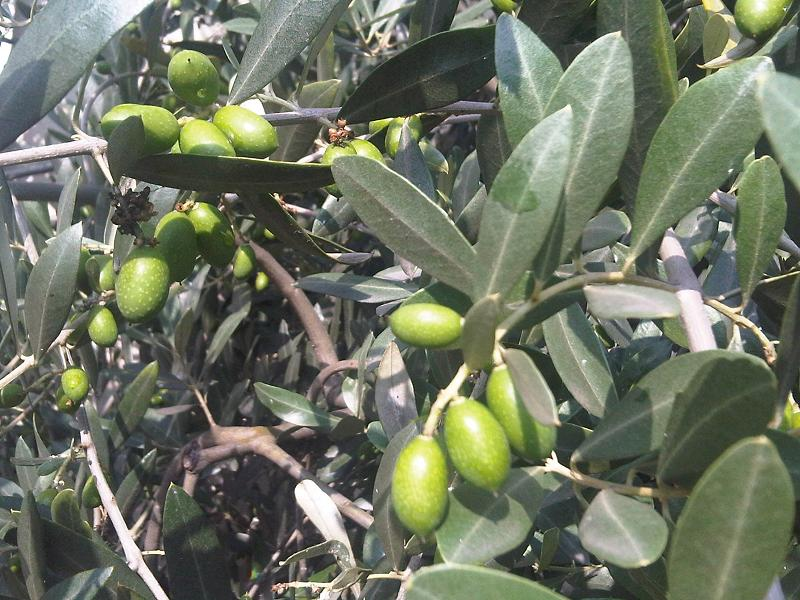
El olivo es el árbol representativo de la Cultura mediterránea.

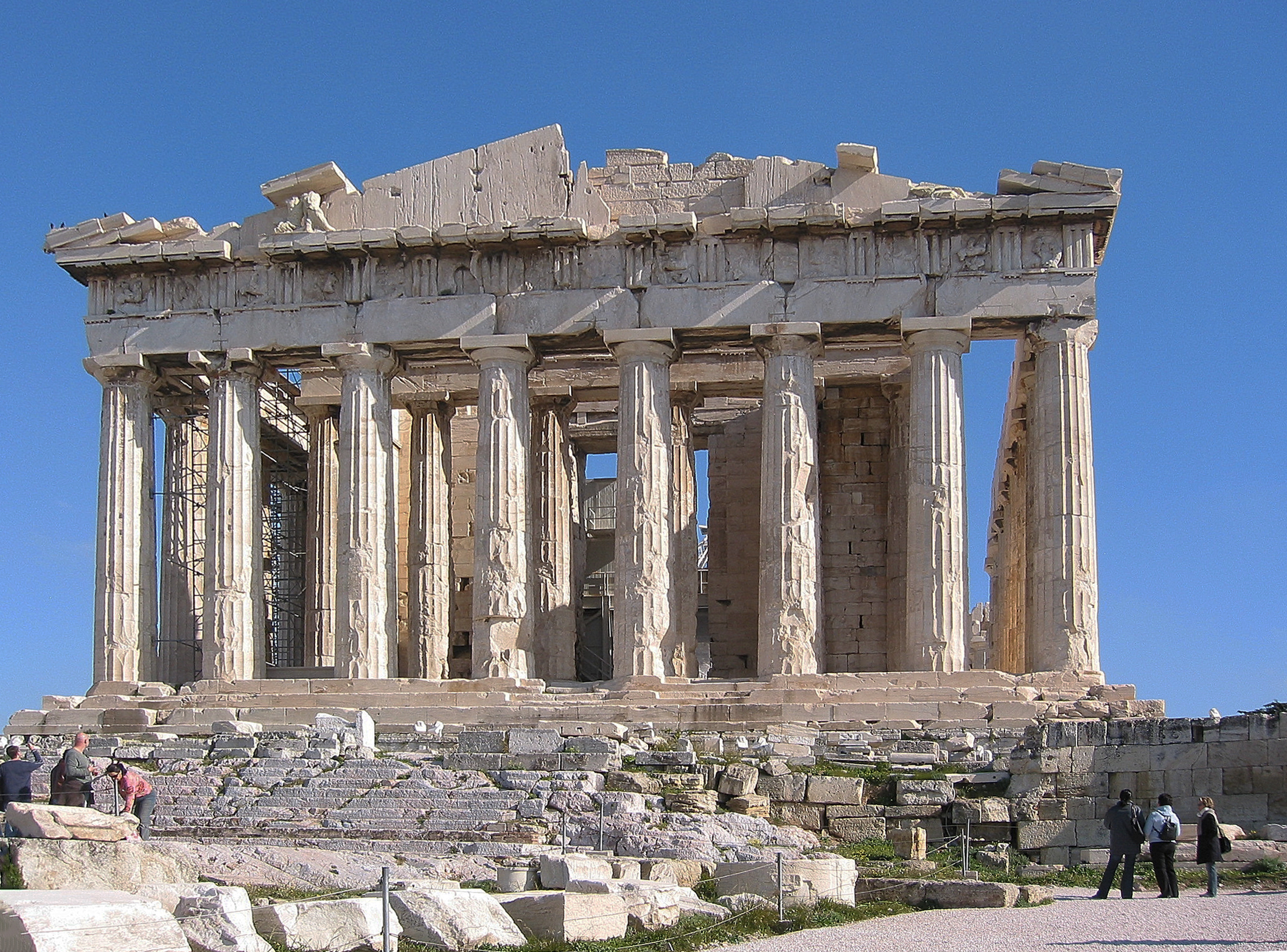
El Partenón.

Cultura mediterránea es un concepto utilizado muy comúnmente en todo tipo de contextos, para designar los rasgos de cultura o civilización comunes a lo largo del Mediterráneo, incluyendo desde las más altas producciones artísticas y literarias hasta las costumbres más cotidianas, y tanto con fines elogiosos (la cultura clásica).

## Raza mediterránea

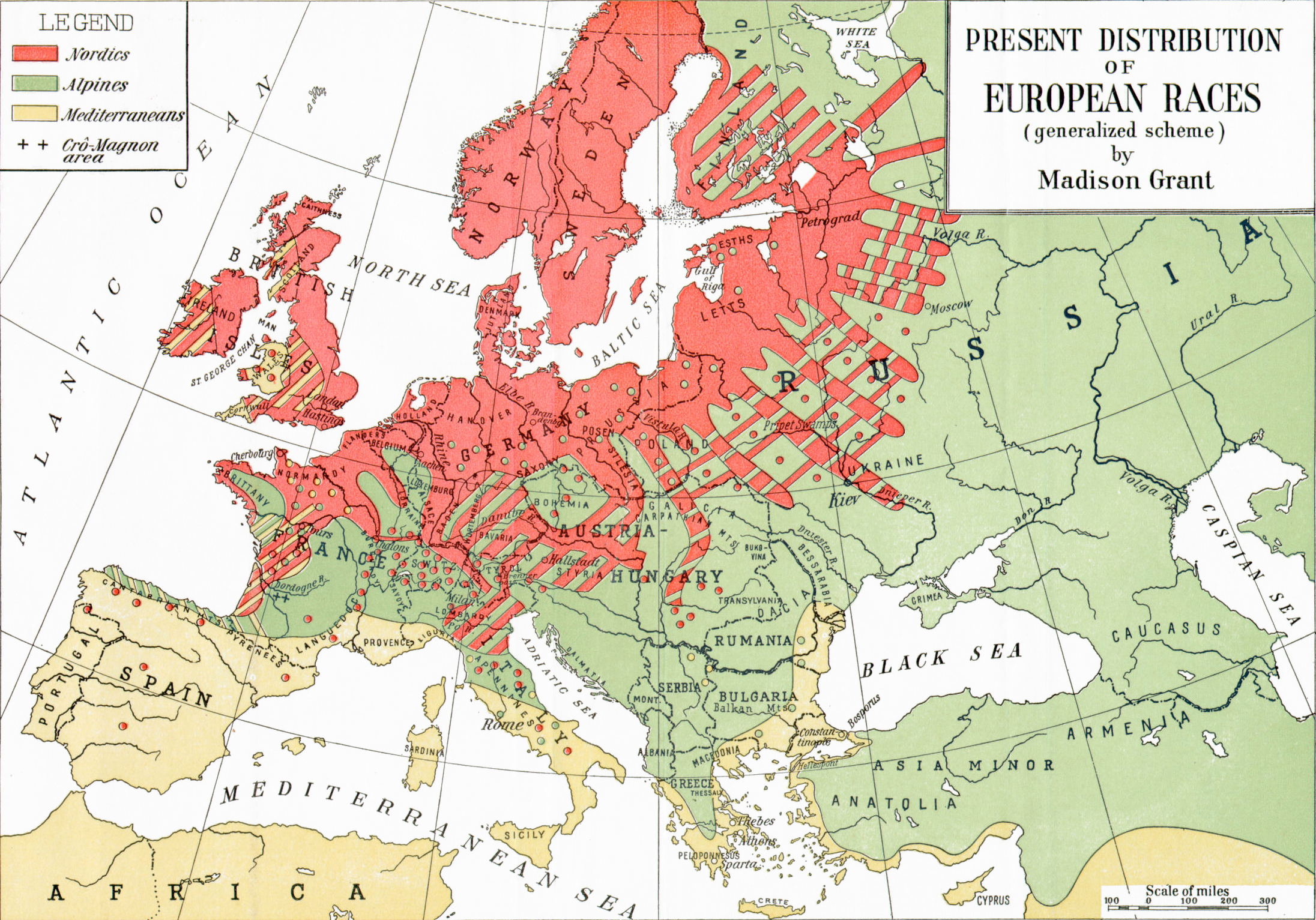
Distribución actual de las razas europeas según Madison Grant (1916). Distingue tres: "nórdica" en rojo, "alpina" en verde y "mediterránea" en amarillo.

En las clasificaciones etnográficas de la antropología clásica, completamente desfasadas y desacreditadas en la actualidad, se llamaba "raza mediterránea" a un conjunto de pueblos (básicamente griegos y latinos) que consideraba parte de la denominada "raza indoeuropea", que por contacto histórico prolongado se habrían mezclado con la "raza semita" (púnicos, judíos y árabes). Según de la clasificación de las razas de Europa de Meyers Blitz-Lexikon (1932) tal "raza mediterránea" era la dominante en los territorios adyacentes al mar Mediterráneo.

## Gastronomía
La gastronomía del mediterráneo es básicamente el conjunto de costumbres de los países con acceso al mar o el clima homónimos. Son  característicos de la zona los que hacen de la cultura mediterránea tan singular y propia; factores como la proximidad al mar, la cantidad de zonas de cultivos fértiles, la temperatura estable y el relieve son la clave para la variedad de ingredientes mediterráneos. Los alimentos más abundantes y propios son el aceite de oliva, el vino, los mariscos y pescados, carnes asadas y embutidos curados, quesos, el pan y la pasta, muchas variedades de frutas y verduras, arroz y una gran cantidad de especias y condimentos.